# Guido Rodríguez
Guido Rodríguez (ur. 12 kwietnia 1994 w Sáenz Peña) – argentyński piłkarz pochodzenia włoskiego występujący na pozycji defensywnego pomocnika, reprezentant Argentyny, od 2020 roku zawodnik hiszpańskiego Betisu.

## Kariera klubowa
Rodríguez pochodzi z miejscowości Sáenz Peña, w aglomeracji stołecznego Buenos Aires. W dzieciństwie równolegle do piłki nożnej grał w tenisa, później zdecydował się skupić wyłącznie na futbolu. Jest wychowankiem akademii juniorskiej krajowego giganta – klubu CA River Plate. Do treningów pierwszej drużyny zaczął być włączany w wieku dwudziestu lat przez szkoleniowca Ramóna Díaza, jednak pierwszy mecz rozegrał w niej dopiero po upływie kilku miesięcy, już za kadencji trenera Marcelo Gallardo – w październiku 2014 z Rosario Central (0:0, 4:5 k) w ćwierćfinale krajowego pucharu (Copa Argentina). W argentyńskiej Primera División zadebiutował już trzy dni później, 12 października w wygranym 1:0 spotkaniu z Newell's Old Boys. W swoim debiutanckim, jesiennym sezonie Transición 2014 wywalczył z River tytuł wicemistrza Argentyny, a ponadto triumfował w drugich co do ważności rozgrywkach Ameryki Południowej – Copa Sudamericana (odpowiedniku Ligi Europy). Premierowego gola w najwyższej klasie rozgrywkowej strzelił 18 lipca 2015 w wygranej 5:1 konfrontacji z Atlético Rafaela.
Jeszcze bardziej obfity w sukcesy był dla River rok 2015, kiedy to drużyna zajęła drugie miejsce w superpucharze kraju – Supercopa Argentina, wygrała najbardziej prestiżowe rozgrywki południowoamerykańskiego kontynentu – Copa Libertadores, superpuchar Ameryki Południowej – Recopa Sudamericana, a także trofeum Copa Suruga Bank. Sam Rodríguez w większości decydujących spotkań nie znalazł się jednak nawet w kadrze meczowej, pozostając wyłącznie rezerwowym dla niepodważalnego duetu środkowych pomocników tworzonego przez Matíasa Kranevittera i Leonardo Ponzio. Występy w pierwszej drużynie notował głównie wtedy, gdy w mniej ważnych spotkaniach w lidze trener Gallardo decydował się na wystawienie rezerwowego składu wobec gry na kilku frontach równocześnie lub w razie kontuzji któregoś z defensywnych pomocników. Przez półtoraroczny pobyt w klubie Rodríguez rozegrał tylko 18 spotkań (na 76 możliwych), żadnego na arenie międzynarodowej.
Sytuację Rodrígueza w River skomplikowało przyjście do klubu nowych defensywnych pomocników – Nicolása Domingo i Joaquína Arzury. Wobec tego w styczniu 2016 zdecydował się odejść na wypożyczenie do niżej notowanego Defensa y Justicia. W jego barwach spędził pół roku, mając niepodważalne miejsce w wyjściowym składzie, po czym za sumę dwóch milionów dolarów (za 80% praw do karty zawodniczej) przeszedł do meksykańskiego Club Tijuana. W tamtejszej Liga MX zadebiutował 15 lipca 2016 w wygranym 2:0 meczu z Morelią, zaś pierwszą bramkę zdobył dziewięć dni później w przegranej 2:3 konfrontacji z Pueblą. Od razu został kluczowym zawodnikiem drużyny, wygrywając rywalizację o miejsce w składzie z doświadczonym reprezentantem kraju Juanem Carlosem Mediną. Podstawowym graczem Tijuany pozostawał przez rok, imponując inteligencją na placu gry, świetnym ustawianiem się i odbiorem piłki. W lipcu 2017 został wybrany w oficjalnym plebiscycie najlepszym defensywnym pomocnikiem roku w lidze meksykańskiej.
W lipcu 2017 Rodríguez został ściągnięty przez Miguela Herrerę – swojego byłego trenera z Tijuany – do prowadzonej przez niego drużyny Club América. Władze giganta ze stołecznego miasta Meksyk zapłaciły za Argentyńczyka sumę siedmiu milionów dolarów.

## Kariera reprezentacyjna
W seniorskiej reprezentacji Argentyny Rodríguez zadebiutował za kadencji selekcjonera Jorge Sampaolego, 9 czerwca 2017 w wygranym 1:0 meczu towarzyskim z Brazylią.

## Statystyki kariery

### Klubowe
| River Plate        | 2014      | Argentyna | Primera División | 7  | 0 | 1 | 0 | — | — | —  | 8  | 0 |
| River Plate        | 2015      | Argentyna | Primera División | 9  | 1 | 1 | 0 | — | — | —  | 10 | 1 |
| Defensa y Justicia | 2016      | Argentyna | Primera División | 15 | 0 | 1 | 0 | — | — | —  | 16 | 0 |
| Tijuana            | 2016–2017 | Meksyk    | Liga MX          | 39 | 5 | 3 | 0 | — | — | —  | 42 | 5 |
| Club América       | 2017–2018 | Meksyk    | Liga MX          |    |   |   |   | — | — | —  |    |   |
| Ogółem             |           |           |                  |    |   |   |   |   |   |    |    |   |
| Argentyna          | Argentyna | Argentyna | 31               | 1  | 3 | 0 | — | — | — | 34 | 1  |   |
| Meksyk             | Meksyk    | Meksyk    | 39               | 5  | 3 | 0 | — | — | — | 42 | 5  |   |
| Ogółem             | Ogółem    | Ogółem    | Ogółem           | 70 | 6 | 6 | 0 | — | — | —  | 76 | 6 |

### Reprezentacyjne
| Argentyna | Argentyna | 2017   | 1 | 0 | — | — | — | — | — | 1 | 0 |
| Ogółem    | Ogółem    | Ogółem | 1 | 0 | — | — | — | — | — | 1 | 0 |